# 關海法
關海法（Guenhwyvar）是角色扮演游戏《龙与地下城》的被遗忘的国度设定中的一只来自星界的魔法黑豹。它是卓尔精灵崔斯特·杜垩登的亲密伙伴。關海法最初由R·A·萨尔瓦多所设计，这个名字来自他养的一只猫。
關海法平常住在星界，只有通过一个魔法玛瑙雕像可以召唤他出来。最初在崔斯特的故乡，关海法曾经被一个残忍的黑暗精灵所使用。因为看不惯这个黑暗精灵对关海法的虐待，崔斯特杀了这个家伙并成为了关海法新的主人。